# Melisa Murillo
Melisa Murillo (El Cerrito, 13 januari 1982) is een atleet uit Colombia.
Op de Olympische Zomerspelen in 2004 liep Murillo de 100 meter sprint, en de 4x100 meter estafette.
In 2005 nam Murillo deel aan de Wereldkampioenschappen atletiek op het onderdeel 4x100 meter estafette.
- World Athletics: 14263961